# Iulian Gociman
Iulian Gociman (* 1916 in Bukarest; unbekannt) war ein rumänischer Radrennfahrer und nationaler Meister im Radsport.

## Sportliche Laufbahn
Gociman war im Straßenradsport, im Bahnradsport und im Querfeldeinrennen (heutige Bezeichnung Cyclocross) aktiv. 1932 begann er mit dem Radsport in seiner Heimatstadt Bukarest. 1937 siegte er in der nationalen Meisterschaft im Sprint. Im Querfeldeinrennen gewann Gociman die Meisterschaft Rumäniens 1949, 1952, 1953 und 1954. An der Internationalen Friedensfahrt nahm er zweimal teil. 1948 wurde er 47. auf dem Kurs von Warschau nach Prag. 1949 kam er auf den 58. Rang.

## Berufliches
Von 1949 bis 1976 arbeitete Gociman als Trainer beim Club Steaua Bukarest.